# تورستن يوهانسون (منافس ألعاب قوى)
تورستن يوهانسون (بالسويدية: Thorsten Johansson)‏ هو منافس ألعاب قوى سويدي، ولد في 9 أكتوبر 1950.

## وصلات خارجية
- تورستن يوهانسون على موقع أوليمبيديا (الإنجليزية)
- تورستن يوهانسون على موقع اللجنة الأولمبية السويدية (السويدية)